# William Falconer (1732-1769)
Pour les articles homonymes, voir William Falconer et Falconer.
 (avril 2019).
Si vous disposez d'ouvrages ou d'articles de référence ou si vous connaissez des sites web de qualité traitant du thème abordé ici, merci de compléter l'article en donnant les références utiles à sa vérifiabilité et en les liant à la section « Notes et références ».
William Falconer, né le 21 février 1732 à Édimbourg, mort en décembre 1769, est un poète écossais.

## Biographie
Fils d'un barbier d'Édimbourg, ville où il est né, William Falconer est d'abord un marin. Il décrit avec exactitude la façon de diriger un vaisseau battu par la tempête tel que celui dont il relate le parcours et le naufrage dans son poème The Shipwreck en 1762.
Les efforts qu'il consent pour améliorer son travail, au fil des différentes éditions, ne sont pas totalement couronnés de succès. Le poème n'en reste pas moins le témoin d'un authentique talent que le Duc d'York sait percevoir. Grâce à lui, Falconer obtient une place de commissaire à bord de différents navires de guerre.
Au cours de sa vie, William Falconer écrit d'autres poèmes. Ses œuvres sont aujourd'hui oubliées, à l'exception de son dictionnaire de la marine paru à titre posthume en 1771. 
En 1769, le vaisseau naviguant vers le Bengale dans lequel il s'est embarqué, périt après avoir quitté le cap de Bonne-Espérance. 
Fortuitement, Falconer est donc mort dans un naufrage, comme celui célébré par son poème.

## Dans la culture
- Les poèmes du lieutenant Mowett, un personnage secondaire de la série de romans historiques de l'écrivain britannique Patrick O'Brian : Les aventures de Jack Aubrey, ou Aubreyades, sont en réalité ceux de The Shipwreck de William Falconer.
- William Golding, écrit dans Rites de passage[2] : "J'ai placé le Dictionnaire de la marine de Falconer près de mon oreiller ; car j'ai la ferme intention de parler leur langage aussi bien que tous ces vieux loups de mer"